# Jesteś jak sen
Jesteś jak sen – singel polskiej piosenkarki Candy Girl, promujący jej drugi album studyjny Między jawą a snem, nagrany w dwóch wersjach językowych, polskiej, wydanej 15 czerwca 2011 i angielskiej pt. „You Are the Love”, wydanej 16 czerwca 2011. 24 czerwca we Wrocławiu do obu wersji nakręcono teledysk, który wyreżyserowała Grupa 13.

## Notowania
| Notowanie (2011) | Prowadzenie          | Pozycja |
| ---------------- | -------------------- | ------- |
| PL TOP 20        | HotLists             | 4       |
| PL TOP 10        | VIVA Polska          | 10      |
| TOP 10           | Interia.pl Teledyski | 10      |